# Cetoscarus ocellatus
Cetoscarus ocellatus là một loài cá biển thuộc chi Cetoscarus trong họ Cá mó. Loài này được mô tả lần đầu tiên vào năm 1840.

## Từ nguyên
Từ định danh của loài trong tiếng Latinh có nghĩa là "có đốm", hàm ý đề cập đến đốm đen lớn trên vây lưng của cá con.

## Phân loại học
Trước đây, Cetoscarus bicolor được cho là có phạm vi phân bố rộng khắp khu vực Ấn Độ Dương - Thái Bình Dương. Do có sự khác biệt về mặt hình thái và di truyền nên quần thể này tách ra thành hai loài riêng biệt: quần thể C. bicolor thực sự có phạm vi giới hạn ở Biển Đỏ, và quần thể còn lại ở khu vực Ấn - Thái Dương thuộc về C. ocellatus.
Tuy nhiên, dữ liệu phân tích di truyền cũng cho thấy, quần thể C. ocellatus ở Ấn Dương lại có sự khác biệt so với quần thể của chúng ở Thái Dương. Vì vậy, quần thể Ấn Dương nhiều khả năng là một loài riêng biệt, và dự kiến sẽ mang danh pháp là Cetoscarus nigropinnis trong tương lai.

## Phạm vi phân bố và môi trường sống
Ở Thái Bình Dương, C. ocellatus được ghi nhận ở hầu hết vùng biển các nước Đông Nam Á, ngược lên phía bắc đến quần đảo Ryukyu và vùng biển phía nam Nhật Bản; trải dài về phía đông đến các quần đảo, đảo quốc thuộc châu Đại Dương (trừ quần đảo Hawaii); giới hạn phía nam đến rạn san hô Middleton và bờ biển Đông Úc.
Ở Ấn Độ Dương, quần thể C. ocellatus (trên danh nghĩa) được ghi nhận dọc theo bờ biển Đông Phi trải dài đến Nam Phi, bao gồm Madagascar, và xa hơn ở phía đông là đến bờ biển Tây Úc và các rạn san hô vòng ở ngoài khơi.
C. ocellatus sống gần các rạn san hô viền bờ và rạn san hô trong các đầm phá, độ sâu tối thiểu được biết đến là 35 m.

## Mô tả

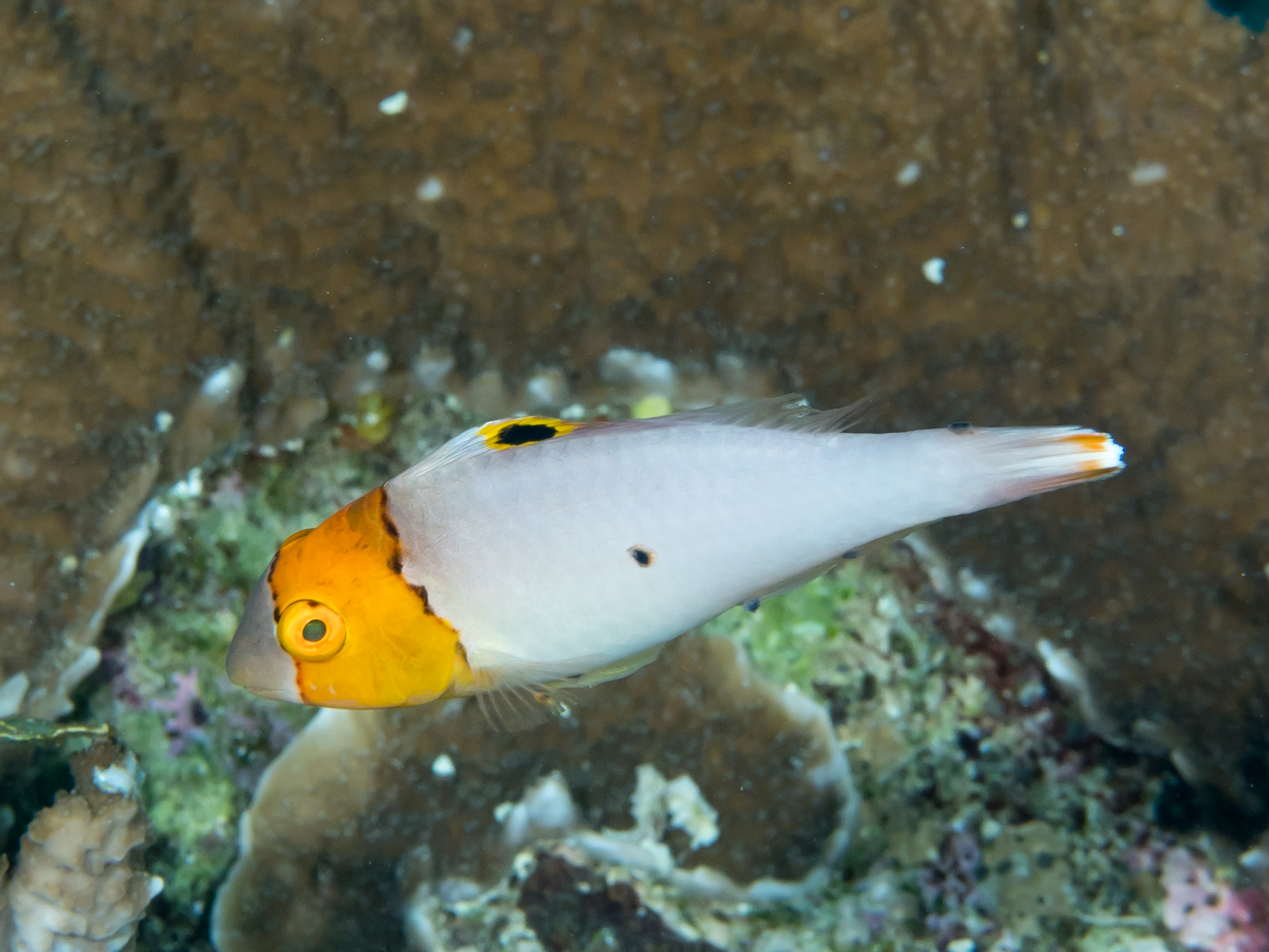
Cá con

C. ocellatus có chiều dài cơ thể tối đa được biết đến là 80 cm. Như những loài cá mó khác, C. ocellatus là loài dị hình giới tính và lưỡng tính tiền nữ (cá đực là từ cá cái biến đổi giới tính mà thành). Vây đuôi bo tròn ở cá con nhưng lõm sâu (hình lưỡi liềm) ở cá trưởng thành.
C. ocellatus chưa trưởng thành có màu trắng với một dải màu cam bao quanh đầu và mắt. Vây lưng có đốm đen viền cam ở trước. Đuôi có một vệt cam ở rìa sau. C. ocellatus cái có màu tím sẫm đến nâu đỏ, trừ vùng lưng có màu vàng. Vảy hai bên thân viền đen, lốm đốm các chấm màu đen trên vảy. Vây đuôi có dải trắng ở rìa sau.
Cá đực trưởng thành có màu xanh lục lam với các vạch màu hồng hoặc da cam trên vảy. Đầu và thân trước có rất nhiều chấm li ti màu hồng cam. Một vệt sọc màu hồng cam từ khóe miệng băng xuống gốc vây ngực, kéo dài đến bụng. Vùng thân dưới sọc này không có đốm nhưng có các mảng màu hồng. Vây ngực của cá đực có màu xanh đen; gốc vây màu vàng. Vây lưng và vây hậu môn có các dải sọc ngang màu hồng/cam.
Cá cái và cá con của C. ocellatus và C. bicolor về mặt hình thái không khác nhau là mấy. Còn ở cá đực, vây đuôi của C. bicolor có màu đỏ cam, trong khi đuôi của C. ocellatus được tô điểm bởi một dải hình lưỡi liềm màu hồng/cam và một dải cùng màu (nhưng nhỏ hơn) ở rìa.
Số gai vây lưng: 9; Số tia vây ở vây lưng: 10; Số gai vây hậu môn: 3; Số tia vây ở vây hậu môn: 9; Số tia vây ở vây ngực: 14–15.

## Sinh thái học
Thức ăn của C. ocellatus là các loài tảo đáy. Cá con thường sống đơn độc, đặc biệt là ở những khu vực có nhiều san hô và tảo. Cá trưởng thành có xu hướng sống theo chế độ hậu cung, gồm những con cá cái cùng sống trong lãnh thổ của một con cá đực. Nếu con đực thống trị biến mất, con cái lớn nhất "chốn hậu cung" sẽ chuyển đổi giới tính và màu sắc để trở thành con đực. Tuổi thọ lớn nhất được ghi nhận ở loài cá này là 25 tuổi (thuộc quần thể ở Thái Bình Dương).
Cá con của C. ocellatus được thu thập cho việc buôn bán cá cảnh, trong khi cá trưởng thành thường được đánh bắt để làm thực phẩm.